# Korean Movie Database
O Korean Movie Database (KMDb)  é um banco de dados online da Coreia do Sul, que reúne informações relacionadas a filmes, animações, atores, programas de televisão, profissionais de equipes de produção e outras informações relacionadas ao cinema coreano. O KMDb foi lançado em fevereiro de 2006 pelo Korean Film Archive.